# Río Paroo
El río Paroo (en inglés: Paroo River, también Paroo Channel o Paroo River Channels) es un río estacional e intermitente de Australia formado por una serie de charcas o pozos de agua perennes, conectados en temporadas húmedas como una corriente continua de la cuenca del río Darling, dentro de la cuenca más amplia del Murray–Darling. Discurre por la región Suroeste del estado de  Queensland y la región Far West de Nueva Gales del Sur. Es la tierra ancestral del pueblo indígena paarkantji.
Paroo es la palabra aborigen local para referirse al pez besugo, común en el río.

## Curso y accidentes
El río nace en el país de gargantas del oeste de Queensland, al sur del parque nacional Mariala, y fluye generalmente hacia el sur y se extiende en las vastas planicies de inundación de Nueva Gales del Sur, llegando finalmente a los lagos de desbordamiento Paroo. Habitualmente, el río Paroo termina en la llanura de inundación al sur de Wanaaring; y solamente llega hasta el río Darling en los años más húmedos, derramándose en años secos solo hasta esos humedales del río Paroo. El río recibe a cuarenta y tres afluentes de menor importancia; desciende 242 m 
a lo largo de su curso de 1210 km.
El río Paroo es el último río de flujo libre que queda en la parte norte de la cuenca del Murray-Darling; y está embalsado de forma natural en la formación de las charcas Buckenby (Buckenby Waterhole), Humeburn (Humeburn Waterhole), Corni Paroo (Corni Paroo Waterhole) y Caiwarro (Caiwarro Waterhole), en la presa Thoulcanna (Thoulcanna Dam), el billabong Talyealye (Talyealye Billabong) y la charca Budtha (Budtha Waterhole).

### Humedales
Los humedales del río Paroo, en el noroeste de Nueva Gales del Sur, son importantes para algunas especies de aves amenazadas como el pato pecoso y el aguatero australiano. Se encuentran dentro de la zona de llanuras de inundación y Paroo Currawinya (Paroo Floodplain and Currawinya Important Bird Area), identificado como tal por  BirdLife International  debido a su importancia, cuando las condiciones son adecuadas, para un gran número de aves acuáticas.
El 20 de septiembre de 2007, Malcolm Turnbull, el entonces ministro de Medio Ambiente y Recursos Hídricos, anunció que los humedales del río Paroo en el noroeste de Nueva Gales del Sur serían incluidos en el Convenio de Ramsar como humedales de importancia internacional, siendo el 65 sitio Ramsar de Australia. Protege un área de 138 304 ha.

## Galería de imágenes

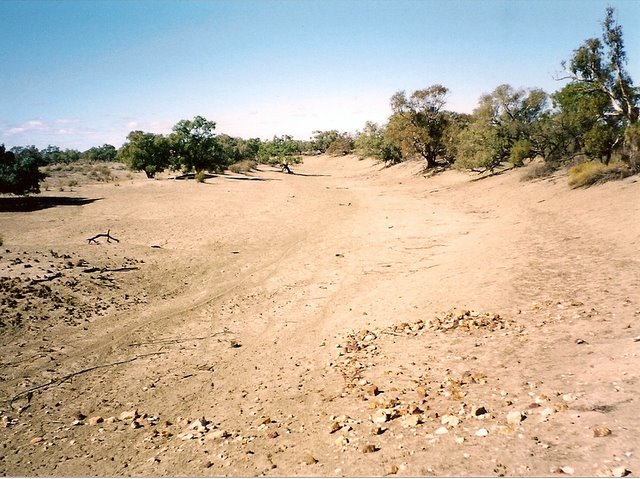
El cauce seco del río Paroo, cerca de Wilcannia
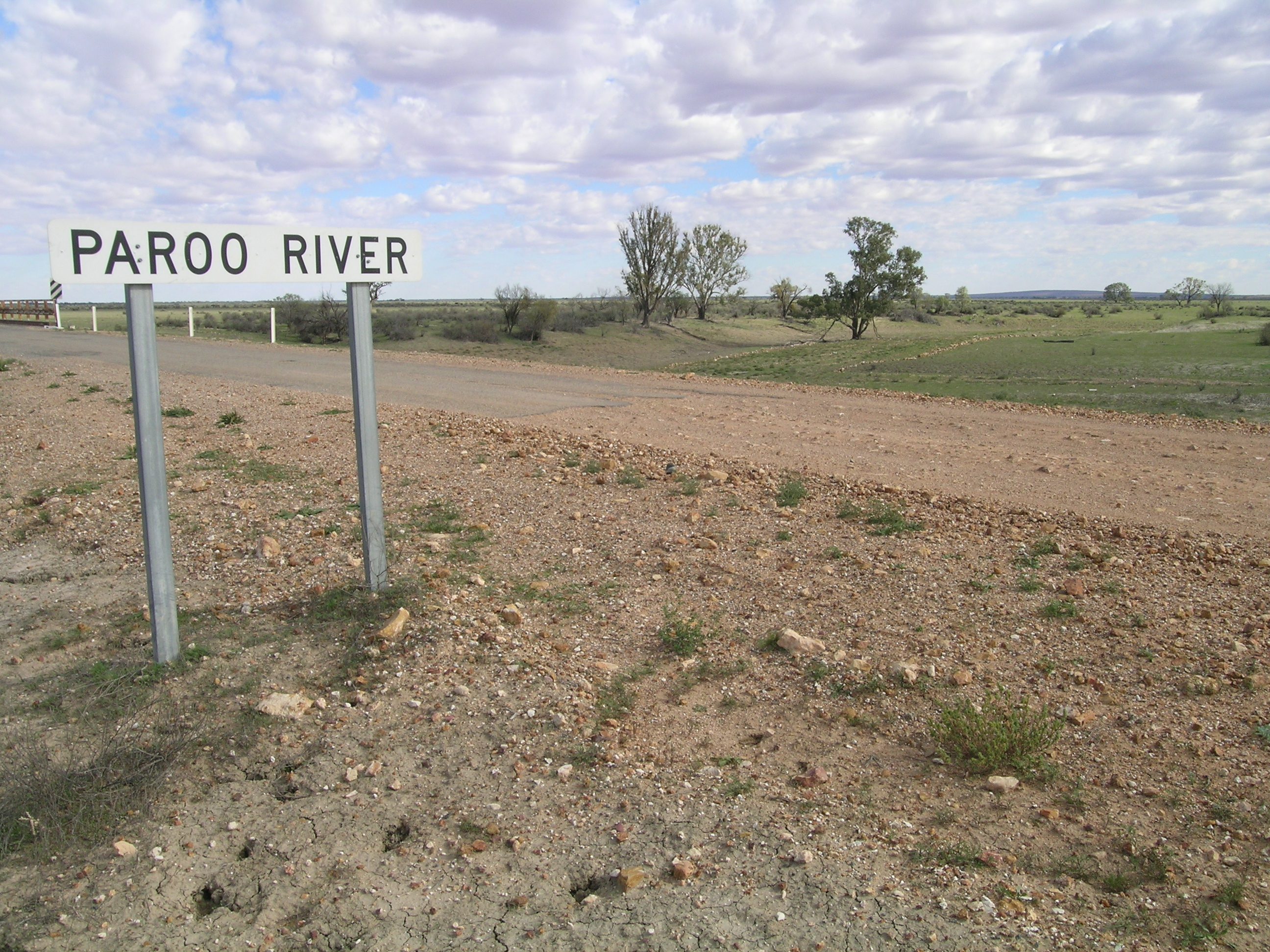
Marcador de carretera en el puente del río Paroo, cerca de Wilcannia